# Estadio de los Mártires
El Estadio de los Mártires (en francés: Stade des Martyrs de la Pentecôte) y anteriormente conocido como Stade Kamanyola es un estadio multiusos de Lingwala, Kinsasa, la capital de la República Democrática del Congo. Se utiliza principalmente para los partidos de fútbol y ha organizado numerosos conciertos y competiciones de atletismo, debido a la pista de atletismo profesional que posee.
Es el estadio de la Selección de fútbol de la República Democrática del Congo y de los clubes AS Vita Club y DC Motema Pembe del Campeonato de la República Democrática del Congo de fútbol. El estadio tiene una capacidad para 80 000 espectadores, pero el público a veces puede llegar a 100 000 en algunos partidos.

## Historia
El Stade des Martyrs fue llamado Estadio Kamanyola cuando pertenecía al antiguo país de Zaire. La construcción comenzó el 14 de octubre de 1988 y terminó el 14 de octubre de 1993. La inauguración tuvo lugar el 14 de septiembre de 1994, en un partido entre los Leopardos de Zaire y la Selección de fútbol de Malaui. Creado por empresarios chinos, al igual que otros logros de prestigio del régimen del Zaire, el edificio es ahora la sede de la ciudad donde las reuniones internacionales, así como muchos otros eventos deportivos de la diversidad cultural o actos religiosos. El 2 de febrero de 2022, el Papa Francisco presidió en el estadio un encuentro multitudinario con jóvenes y catequistas del país, en los que destacó su denuncia a la corrupción.Es considerado por los expertos de fútbol "La Catedral del Fútbol de África"  por su forma y tamaño. El 28 de julio de 2024, siete personas murieron y otras resultaron heridas tras una estampida durante un concierto en el Estadio de los Mártires.